# Чтение для юношества
«Чте́ние для ю́ношества» — русский молодёжный журнал, выходивший в Санкт-Петербурге с 1864 по 1866 годы.

## История
Журнал выходил в Санкт-Петербурге 2 раза в месяц в качестве приложения к журналу «Учитель» (издавался под одной редакцией).
Одно из наиболее серьезных педагогических изданий. Публиковались в основном статьи и повести познавательного характера. Журнал знакомил детей с основными сведениями о физических и химических явлениях, о жизни животных и растений, о процессах производства необходимых человеку предметов и т. п.
Большой интерес проявлял журнал к народному творчеству, систематически публикуя народные песни, пословицы. Печатались также этнографические и исторические статьи. Беллетристика черпалась почти исключительно из немецких изданий для детей и носила нравоучительный характер.